# Österböle
Österböle is een plaats in de gemeente Bollnäs in het landschap Hälsingland en de provincie Gävleborgs län in Zweden. De plaats heeft 105 inwoners (2005) en een oppervlakte van 49 hectare.